# Let Love In
Let Love In es el octavo álbum de estudio del grupo australiano Nick Cave and the Bad Seeds, publicado por la compañía discográfica Mute Records en abril de 1994.
Producido por Tony Cohen, Let Love In incluyó canciones posteriormente versionadas por diferentes artistas. «Do You Love Me» fue versionada por el grupo New Waver con el título de «Do You Hate Me», mientras que Metallica y Martin Gore grabaron sendas versión de «Loverman» en los álbumes Garage Inc. (1998) y Counterfeit (2003) respectivamente. La canción «Red Right Hand» fue también versionada por Arctic Monkeys como cara B del sencillo «Crying Lightning» y como tema extra de la edición japonesa de su tercer álbum, Humbug (2009). 

## Lista de canciones
Todas las canciones escritas y compuestas por Nick Cave excepto donde se anota. 
| N.º | Título                     | Duración |  |
| 1.  | «Do You Love Me?»          | 5:56     |  |
| 2.  | «Nobody's Baby Now»        | 3:52     |  |
| 3.  | «Loverman»                 | 6:21     |  |
| 4.  | «Jangling Jack»            | 2:47     |  |
| 5.  | «Red Right Hand»           | 6:10     |  |
| 6.  | «I Let Love In»            | 4:14     |  |
| 7.  | «Thirsty Dog»              | 3:48     |  |
| 8.  | «Ain't Gonna Rain Anymore» | 3:46     |  |
| 9.  | «Lay Me Low»               | 5:08     |  |
| 10. | «Do You Love Me? (Part 2)» | 6:12     |  |

## Personal
Nick Cave & The Bad Seeds
- Nick Cave: voz, órgano, piano, piano eléctrico, oscilador y coros
- Blixa Bargeld: guitarra y coros
- Martyn P. Casey: bajo
- Mick Harvey: guitarra, batería, orquestación, pandereta, órgano y coros
- Conway Savage: piano y coros
- Thomas Wydler: batería, pandereta, timbal de concierto y triángulo

Invitados
- Tex Perkins: coros
- Rowland S. Howard: coros
- Mick Geyer: coros
- Nick Seferi: coros
- Spencer P. Jones: coros
- Robin Casinader: violín
- Warren Ellis: violín
- David McComb: coros
- Donna McEvitt: coros
- Katharine Blake: coros

## Posición en listas
| País          | Lista                          | Posición |
| ------------- | ------------------------------ | -------- |
| Australia     | Australian ARIA Albums Chart   | 8        |
| Austria       | Austrian Top 40                | 14       |
| Países Bajos  | Dutch Top 100                  | 57       |
| Alemania      | German Albums Chart            | 34       |
| Nueva Zelanda | New Zealand RIANZ Albums Chart | 35       |
| Noruega       | Norwegian Albums Chart         | 18       |
| Suecia        | Swedish Albums Chart           | 10       |
| Suiza         | Swiss Hitparade Albums Chart   | 43       |
| Reino Unido   | UK Albums Chart                | 12       |

| Año  | Sencillo          | Lista            | Posición |
| ---- | ----------------- | ---------------- | -------- |
| 1994 | «Do You Love Me?» | UK Singles Chart | 68       |